# آبشار بابسکو پراسکالو
آبشار بابسکو پراسکالو (به بلغاری: Бабско пръскало) آبشاری است که در کشور بلغارستان واقع شده‌است و بلندترین ریزشگاه آن ۵۴ متر ارتفاع دارد. حوضهٔ آبریز این آبشار، رود بابسکو پراسکالو است.